# Aurora James
Pour les articles homonymes, voir James.
Aurora James, née le 12 juillet 1984 au Canada, est une directrice de création, une créatrice de mode et une militante afro-canadienne. En 2013, elle a fondé la marque de mode Brother Vellies, dans le but de promouvoir les pratiques et techniques de design traditionnelles africaines. En 2020, Aurora James a fondé le 15 Percent Pledge, un mouvement visant à soutenir les entreprises appartenant à la communauté noire au sein de l'industrie de la mode américaine.

## Biographie
Aurora James naît d'un père ghanéen et d'une mère canadienne, et grandit notamment à Guelph, au sud du Canada. Son enfance est partagée entre le Canada et la Jamaïque, lorsque sa mère et son beau-père déménagent à Ocho Rios, alors qu’elle a sept ans. Sa mère est une passionnée de voyage et a longtemps mené la vie de bohême. Aurora James étudie à l'Université Ryerson.
En 2010, elle s'installe dans un premier temps à Los Angeles, puis à New York. Après avoir voyagé à travers l'Afrique en 2011,, Aurora James passe les années suivantes à concevoir et des modèles de chaussures qu'elle teste sur les marchés locaux de New York, dont le marché aux puces de Brooklyn, et à travailler avec divers artisans,,. Elle lance une marque, Brother Vellies, en janvier 2013. La première collection formelle Brother Vellies, produite pour la saison du printemps/été 2014, est entièrement créée avec des cordonniers d’Afrique du Sud et de Namibie. James a ensuite étendu sa collaboration avec des artisans d'autres pays d'Afrique et d'ailleurs, comme le Kenya, le Maroc, le Mexique ou encore Haïti. Outre les chaussures elle a inclus aussi dans ses collections d’autres produits et accessoires, comme des sacs à main. En 2015, elle est lauréate du prix CFDA/Vogue Fashion Fund, décerné par le Conseil des créateurs de mode américains,, puis en 2019 du Prix du designer canadien international, lors des Canadian Arts & Fashion Awards (ou CAFA). En 2020, elle est en couverture du numéro de septembre du magazine américain Vogue, dans un portrait réalisé par le peintre américain Jordan Casteel. Ses créations sont portées par plusieurs célébrités américaines, telle Beyoncé.
À la suite de la mort de George Floyd, fin mai 2020, elle lance une initiative, intitulée The 15 Percent Pledge [L’engagement de 15 pour cent] au sein du milieu américain de la mode, appelant cette industrie à faire davantage, pour combattre le racisme, que des messages sur les réseaux sociaux, et à consacrer 15 % de leurs rayons à des produits d’entreprises appartenant à la communauté afro-américaine.
En 2021, elle conçoit une robe Tax the Rich portée par Alexandria Ocasio-Cortez, une robe blanche floquée au verso de ce texte (Alexandria Ocasio-Cortez martèle ce slogan sur la scène politique américaine), pour le Met Gala de 2021 (dont le thème était cette année-là : «En Amérique, un lexique de la mode»).
En septembre de la même année, le New York Post révèle les « malversations » de la maison mère de Brother Vellies, la marque de vêtement de la designeuse canadienne. Selon le quotidien américain, la société Cultural Brokerage Agency a fait l'objet de trois mandats fiscaux entre 2018 et 2019 pour ne pas avoir reversé près de 15 000 dollars de charges sociales à l'État de New York. Durant la même période, l'Internal Revenue Service (IRS), l'agence du gouvernement fédéral des États-Unis qui collecte l'impôt sur le revenu et différentes taxes, aurait réclamé à la société plus de 100 000 dollars pour les mêmes raisons. De surcroît, la Commission des accidents du travail de l'État de New York a infligé à Aurora James une amende de 17 000 $ pour ne pas avoir souscrit d'assurance contre les accidents du travail entre mars 2017 et février 2018. La designeuse serait enfin redevable de 2 500 dollars d'impôts fonciers relatifs à sa maison d'Hollywood Hills, achetée 1,6 million de dollars. Le quotidien ne précise pas si la designeuse a régularisé sa situation.